# Philipp Öttl
Philipp Öttl (Bad Reichenhall, Alemania, 3 de mayo de 1996) es un piloto de motociclismo alemán que participa en el Campeonato Mundial de Supersport con el equipo Feel Racing WorldSSP Team. Él es el hijo del excorredor Peter Öttl.
Ha terminado subcampeón en la ADAC Junior Cup (2009), y ha competido previamente en la Red Bull MotoGP Rookies Cup, en el Campeonato alemán IDM 125GP y en el Campeonato español de Moto3. Él consiguió su primer pole en Moto3 en el Circuito de las Américas el 9 de abril de 2016.

## Biografía
En 2010 participó en el campeonato alemán de motociclismo, terminando cuarto en su primer año, repitiendo el resultado también al año siguiente. Al mismo tiempo compitió en la Red Bull MotoGP Rookies Cup, finalizando 18.º en su primer año y 4.º en el segundo. En 2011 se fracturó la clavícula durante una prueba en Lausitzring, una lesión que lo obligó a perderse algunas carreras. En 2012 participó en el campeonato español de velocidad, ocupando el cuarto lugar en la clasificación general consiguiendo una victoria en Jerez. También en 2012 hizo su debut en el Campeonato Mundial de Moto3 en Valencia, compitiendo como comodín en la última ronda del campeonato con una Kalex KTM del equipo HP Moto Kalex, terminando la carrera en la undécima posición y consiguiendo cinco puntos.

## Resultados

### Red Bull MotoGP Rookies Cup
| Temp. | 1        | 2        | 3       | 4        | 5        | 6         | 7        | 8        | 9        | 10        | 11       | 12        | 13      | 14       | 15      | Pos. | Pts. |
| ----- | -------- | -------- | ------- | -------- | -------- | --------- | -------- | -------- | -------- | --------- | -------- | --------- | ------- | -------- | ------- | ---- | ---- |
| 2010  | JER 1 16 | JER 2 16 | MUG 10  | ASS 1 13 | ASS 2 12 | SAC 1 19  | SAC 2 11 | BRN 1 16 | BRN 2 12 | MIS 16    |          |           |         |          |         | 19.º | 22   |
| 2011  | JER 1 1  | JER 2 2  | EST 1   | EST 2    | SIL 1 17 | SIL 2 Ret | ASS 1 7  | ASS 2 9  | MUG 5    | SAC 1 1   | SAC 2 6  | BRN 1 9   | BRN 2 9 | MIS 2    |         | 4.º  | 141  |
| 2012  | JER 1 6  | JER 2 4  | EST 1 8 | EST 2 2  | SIL 1 4  | SIL 2 1   | ASS 1 2  | ASS 2 3  | SAC 1 7  | SAC 2 Ret | BRN 1 10 | BRN 2 DNS | MIS 8   | ARA 1 NC | ARA 2 5 | 4.º  | 159  |

### CEV Buckler Moto3
| Temp. | 1     | 2     | 3     | 4     | 5     | 6       | 7     | Pos. | Pts. |
| ----- | ----- | ----- | ----- | ----- | ----- | ------- | ----- | ---- | ---- |
| 2012  | JER 1 | NAV 8 | ARA 7 | CAT 8 | ALB 9 | ALB Ret | VAL 4 | 4.º  | 70   |

### Campeonato del mundo de motociclismo

#### Por temporada
| Temp. | Cat.  | Moto      | Equipo                       | Carreras | Victorias | Podios | Poles | V.Ráp. | Pts. | Pos. |
| ----- | ----- | --------- | ---------------------------- | -------- | --------- | ------ | ----- | ------ | ---- | ---- |
| 2012  | Moto3 | Kalex KTM | HP Moto Kalex                | 1        | 0         | 0      | 0     | 0      | 5    | 31.º |
| 2013  | Moto3 | Kalex KTM | Tec Interwetten Moto3 Racing | 17       | 0         | 0      | 0     | 1      | 34   | 18.º |
| 2014  | Moto3 | Kalex KTM | Interwetten Paddock Moto3    | 18       | 0         | 0      | 0     | 0      | 10   | 24.º |
| 2015  | Moto3 | KTM       | Schedl GP Racing             | 18       | 0         | 1      | 0     | 0      | 73   | 15.º |
| 2016  | Moto3 | KTM       | Schedl GP Racing             | 17       | 0         | 0      | 1     | 1      | 85   | 12.º |
| 2017  | Moto3 | KTM       | Südmetall Schedl GP Racing   | 17       | 0         | 1      | 0     | 0      | 105  | 10.º |
| 2018  | Moto3 | KTM       | Südmetall Schedl GP Racing   | 17       | 1         | 1      | 0     | 0      | 58   | 16.º |
| 2019  | Moto2 | KTM       | Red Bull KTM Tech3           | 16       | 0         | 0      | 0     | 0      | 0    | NC   |
| Total |       |           |                              | 120      | 1         | 3      | 1     | 2      | 370  |      |

#### Por categoría
| Cat.  | Temp.     | 1.er Gran Premio | 1.er Podio        | 1.ª Victoria | Carreras | Victorias | Podios | Poles | V.Ráp. | Pts | CM |
| ----- | --------- | ---------------- | ----------------- | ------------ | -------- | --------- | ------ | ----- | ------ | --- | -- |
| Moto3 | 2012-18   | Valencia 2012    | Indianápolis 2015 | España 2018  | 104      | 1         | 3      | 1     | 2      | 370 | -  |
| Moto2 | 2019      | Catar 2019       |                   |              | 16       | 0         | 0      | 0     | 0      | 0   | -  |
| Total | 2012–2019 | 2012–2019        | 2012–2019         | 2012–2019    | 120      | 1         | 3      | 1     | 2      | 370 | 0  |

#### Carreras por año
| Año  | Cat.  | Moto      | 1       | 2      | 3      | 4       | 5       | 6      | 7       | 8       | 9      | 10     | 11     | 12     | 13      | 14      | 15      | 16     | 17      | 18      | 19      | Pos. | Pts. |
| ---- | ----- | --------- | ------- | ------ | ------ | ------- | ------- | ------ | ------- | ------- | ------ | ------ | ------ | ------ | ------- | ------- | ------- | ------ | ------- | ------- | ------- | ---- | ---- |
| 2012 | Moto3 | Kalex KTM | QAT     | SPA    | POR    | FRA     | CAT     | GBR    | NED     | GER     | ITA    | IND    | CZE    | RSM    | ARA     | JPN     | MAL     | AUS    | VAL 11  |         |         | 31.º | 5    |
| 2013 | Moto3 | Kalex KTM | QAT 17  | AME 17 | SPA 20 | FRA 15  | ITA 19  | CAT 18 | NED 22  | GER 17  | IND 19 | CZE 17 | GBR 16 | RSM 9  | ARA 6   | MAL 10  | AUS Ret | JPN 13 | VAL 9   |         |         | 18.º | 34   |
| 2014 | Moto3 | Kalex KTM | QAT 20  | AME 20 | ARG 21 | SPA 15  | FRA 15  | ITA 13 | CAT 19  | NED 15  | GER 12 | IND 20 | CZE 24 | GBR 17 | RSM 19  | ARA Ret | JPN 17  | AUS 21 | MAL 18  | VAL Ret |         | 24.º | 10   |
| 2015 | Moto3 | KTM       | QAT 14  | AME 13 | ARG 16 | SPA Ret | FRA 10  | ITA 22 | CAT 10  | NED 15  | GER 11 | IND 3  | CZE 15 | GBR 16 | RSM 10  | ARA 5   | JPN 23  | AUS 7  | MAL 15  | VAL 10  |         | 15.º | 73   |
| 2016 | Moto3 | KTM       | QAT 9   | ARG 15 | AME 4  | SPA 10  | FRA Ret | ITA    | CAT 17  | NED 11  | GER 17 | AUT 5  | CZE 15 | GBR 12 | RSM 8   | ARA 10  | JPN 4   | AUS 14 | MAL Ret | VAL 8   |         | 12.º | 85   |
| 2017 | Moto3 | KTM       | QAT Ret | ARG 4  | AME 9  | SPA DNS | FRA 21  | ITA 14 | CAT 13  | NED 11  | GER 5  | CZE 13 | AUT 2  | GBR 9  | RSM 4   | ARA 9   | JPN 6   | AUS 13 | MAL 16  | VAL 15  |         | 10.º | 105  |
| 2018 | Moto3 | KTM       | QAT Ret | ARG 23 | AME 6  | SPA 1   | FRA 15  | ITA 19 | CAT 16  | NED 18  | GER 8  | CZE 8  | AUT 14 | GBR C  | RSM DNS | ARA 19  | THA 13  | JPN 16 | AUS 15  | MAL 19  | VAL Ret | 16.º | 58   |
| 2019 | Moto2 | KTM       | QAT 23  | ARG 19 | AME 18 | SPA 23  | FRA 19  | ITA 21 | CAT DNS | NED DNS | GER    | CZE 23 | AUT 22 | GBR 24 | RSM 23  | ARA 26  | THA 22  | JPN 20 | AUS 22  | MAL 21  | VAL 26  | NC   | 0    |

| Color     | Resultado                                                               |
| --------- | ----------------------------------------------------------------------- |
| Oro       | Ganador                                                                 |
| Plata     | 2.ª plaza                                                               |
| Bronce    | 3.ª plaza                                                               |
| Verde     | Finalizó en los puntos                                                  |
| Azul      | Finalizó sin puntos                                                     |
| Azul      | NC - No clasificado                                                     |
| Violeta   | Ret - No terminó (Carrera)                                              |
| Rojo      | DNQ - No se clasificó                                                   |
| Negro     | DSQ - Descalificado                                                     |
| Blanco    | DNS - No empezó (carrera)                                               |
| Blanco    | WD - Retirado (fin de semana)                                           |
| Blanco    | C - Carrera cancelada                                                   |
| Sin color | DNP - Inscrito pero no participó                                        |
| Sin color | INJ - Lesionado                                                         |
| Sin color | EX - Excluido                                                           |
| Estado    | Resultado                                                               |
| Negrita   | Pole position                                                           |
| Cursiva   | Vuelta rápida                                                           |
| †         | Abandona, pero clasifica al completar el porcentaje requerido para ello |

### Campeonato Mundial de Supersport

#### Por temporada
| Temp. | Moto               | Equipo                    | Carreras | Victorias | Podios | Poles | V.Rap. | Pts. | Pos.  |
| ----- | ------------------ | ------------------------- | -------- | --------- | ------ | ----- | ------ | ---- | ----- |
| 2020  | Kawasaki ZX-6R     | Kawasaki Puccetti Racing  | 15       | 0         | 4      | 0     | 0      | 162  | 3.º   |
| 2021  | Kawasaki ZX-6R     | Kawasaki Puccetti Racing  | 23       | 0         | 7      | 1     | 0      | 252  | 5.º   |
| 2025  | Ducati Panigale V2 | Feel Racing WorldSSP Team | 4        | 0         | 0      | 0     | 0      | 23*  | 10.º* |
| Total |                    |                           | 42       | 0         | 11     | 1     | 0      | 437  |       |

- * Temporada en curso.

#### Carreras por año
(Carreras en negrita indica pole position, carreras en cursiva indica vuelta rápida)
| Año  | Moto     | 1       | 1       | 2      | 2      | 3     | 3      | 4     | 4     | 5     | 5     | 6     | 6     | 7      | 7      | 8     | 8     | 9     | 9     | 10    | 10    | 11     | 11     | 12     | 12    | Pos.  | Pts. |
| Año  | Moto     | R1      | R2      | R1     | R2     | R1    | R2     | R1    | R2    | R1    | R2    | R1    | R2    | R1     | R2     | R1    | R2    | R1    | R2    | R1    | R2    | R1     | R2     | R1     | R2    | Pos.  | Pts. |
| ---- | -------- | ------- | ------- | ------ | ------ | ----- | ------ | ----- | ----- | ----- | ----- | ----- | ----- | ------ | ------ | ----- | ----- | ----- | ----- | ----- | ----- | ------ | ------ | ------ | ----- | ----- | ---- |
| 2020 | Kawasaki | AUS Ret |         | SPA 3  | SPA 4  | POR 7 | POR 5  | SPA 3 | SPA 5 | SPA 5 | SPA 4 | SPA 8 | SPA 3 | MAG 14 | MAG 11 | POR 2 | POR 5 |       |       |       |       |        |        |        |       | 3.º   | 162  |
| 2021 | Kawasaki | SPA 3   | SPA Ret | POR 2  | POR 3  | ITA 6 | ITA 6  | NED 3 | NED 2 | CZE 3 | CZE 4 | SPA 7 | SPA 6 | FRA 7  | FRA 4  | SPA 5 | SPA 8 | SPA C | SPA 2 | POR 9 | POR 8 | ARG 11 | ARG 12 | INA 12 | INA 9 | 5.º   | 252  |
| 2025 | Ducati   | AUS     | AUS     | POR 11 | POR 10 | NED 7 | NED 13 | ITA   | ITA   | CZE   | CZE   | ITA   | ITA   | GBR    | GBR    | HUN   | HUN   | FRA   | FRA   | SPA   | SPA   | POR    | POR    | SPA    | SPA   | 10.º* | 23*  |

- * Temporada en curso.

### Campeonato Mundial de Superbikes

#### Por temporada
| Temp. | Motocicleta          | Equipo        | Carreras | Victorias | Podios | Poles | V.Rap. | Pts. | Pos. |
| ----- | -------------------- | ------------- | -------- | --------- | ------ | ----- | ------ | ---- | ---- |
| 2022  | Ducati Panigale V4 R | Team GoEleven | 32       | 0         | 0      | 0     | 0      | 85   | 13.º |
| 2023  | Ducati Panigale V4 R | Team GoEleven | 36       | 0         | 0      | 0     | 0      | 124  | 15.º |
| 2024  | Yamaha YZF-R1        | GMT94 Yamaha  | 36       | 0         | 0      | 0     | 0      | 5    | 24.º |
| Total |                      |               | 104      | 0         | 0      | 0     | 0      | 214  |      |

#### Carreras por año
(Carreras en negrita indica pole position, carreras en cursiva indica vuelta rápida)
| Año  | Moto   | 1      | 1      | 1      | 2      | 2      | 2       | 3      | 3      | 3      | 4       | 4       | 4      | 5      | 5      | 5      | 6       | 6      | 6       | 7       | 7      | 7      | 8       | 8      | 8      | 9      | 9      | 9      | 10     | 10     | 10     | 11      | 11     | 11      | 12     | 12     | 12      | Pos. | Pts. |
| Año  | Moto   | R1     | CS     | R2     | R1     | CS     | R2      | R1     | CS     | R2     | R1      | CS      | R2     | R1     | CS     | R2     | R1      | CS     | R2      | R1      | CS     | R2     | R1      | CS     | R2     | R1     | CS     | R2     | R1     | CS     | R2     | R1      | CS     | R2      | R1     | CS     | R2      | Pos. | Pts. |
| ---- | ------ | ------ | ------ | ------ | ------ | ------ | ------- | ------ | ------ | ------ | ------- | ------- | ------ | ------ | ------ | ------ | ------- | ------ | ------- | ------- | ------ | ------ | ------- | ------ | ------ | ------ | ------ | ------ | ------ | ------ | ------ | ------- | ------ | ------- | ------ | ------ | ------- | ---- | ---- |
| 2022 | Ducati | SPA 13 | SPA 16 | SPA 13 | NED 7  | NED 10 | NED Ret | POR WD | POR WD | POR WD | ITA Ret | ITA Ret | ITA 11 | GBR 11 | GBR 11 | GBR 12 | CZE 13  | CZE 13 | CZE 8   | FRA 8   | FRA 12 | FRA 11 | SPA Ret | SPA 6  | SPA 7  | POR 12 | POR 11 | POR 11 | ARG 17 | ARG 15 | ARG 14 | INA Ret | INA 14 | INA DNS | AUS 20 | AUS 16 | AUS 8   | 13.º | 85   |
| 2023 | Ducati | AUS 11 | AUS 6  | AUS 5  | INA 13 | INA 13 | INA Ret | NED 14 | NED 14 | NED 11 | SPA 11  | SPA 13  | SPA 14 | ITA 14 | ITA 10 | ITA 9  | GBR Ret | GBR 10 | GBR 10  | ITA Ret | ITA 12 | ITA 15 | CZE Ret | CZE 21 | CZE 13 | FRA 9  | FRA 10 | FRA 10 | SPA 6  | SPA 8  | SPA 7  | POR 11  | POR 10 | POR 9   | SPA 6  | SPA 7  | SPA 7   | 15.º | 124  |
| 2024 | Yamaha | AUS 16 | AUS 18 | AUS 14 | SPA 19 | SPA 19 | SPA 16  | NED 18 | NED 19 | NED 14 | ITA 17  | ITA 19  | ITA 15 | GBR 18 | GBR 20 | GBR 20 | CZE 18  | CZE 17 | CZE Ret | POR DSQ | POR 21 | POR 21 | FRA Ret | FRA 14 | FRA 16 | ITA 16 | ITA 19 | ITA 17 | SPA 17 | SPA 18 | SPA 19 | POR 17  | POR 21 | POR 16  | SPA 18 | SPA 22 | SPA Ret | 24.º | 5    |